# Путилин, Василий Сергеевич
Васи́лий Серге́евич Пути́лин (23 января 1924, село Приозёрное, Воронежская губерния — 4 января 1944, село Соболевка, Житомирская область) — советский военнослужащий. Участник Великой Отечественной войны. Герой Советского Союза (1943). Старший сержант.

## Биография
Василий Сергеевич Путилин родился 23 января 1924 года в селе Приозёрное Усманского уезда Воронежской губернии РСФСР СССР (ныне село Добринского района Липецкой области Российской Федерации) в крестьянской семье. Русский. Окончил семь классов школы. Незадолго до начала Великой Отечественной войны с родителями переехал в Воронеж. С 1941 года работал учеником аппаратчика и аппаратчиком в цехе выработки каучука Воронежского завода синтетического каучука имени С. М. Кирова.
В ряды Рабоче-крестьянской Красной Армии В. С Путилин был призван Сталинским районным военкоматом города Воронежа весной 1942 года. В боях с немецко-фашистскими захватчиками красноармеец В. С. Путилин с июня 1942 года на Западном фронте в составе 322-й стрелковой дивизии. Боевое крещение принял в оборонительных боях под Жиздрой. В феврале 1943 года участвовал в Харьковской операции, в составе своего подразделения освобождал город Курск. После завершения операции 322-я стрелковая дивизия до августа 1943 года занимала оборону на центральном участке курского выступа в составе 60-й армии Центрального фронта севернее Рыльска. С 22 марта 1943 года Василий Сергеевич воевал в должности связиста взвода связи 3-го стрелкового батальона 1087-го стрелкового полка. Особо отличился в Черниговско-Припятской операции Битвы за Днепр.
26 августа 1943 года при прорыве вражеской обороны у села Клинцы Хомутовского района Курской области красноармеец В. С. Путилин, не дожидаясь окончания артиллерийской подготовки, первым поднялся в атаку и личным примером увлёк за собой стрелковый взвод. Ворвавшись в немецкие траншеи, он навязал противнику рукопашную схватку, тем самым обеспечив продвижение своего батальона.
В ходе освобождения Левобережной Украины 322-я стрелковая дивизия из тактических соображений была передана 13-й армии Центрального фронта. Немцы, начав отвод войск за Восточный вал, пытались остановить стремительное продвижение советских войск к Днепру, выставляя мощные оборонительные заслоны и удерживая ключевые опорные пункты. 18 сентября 1943 года в бою за село Дроздовка Куликовского района Черниговской области из строя вышел командир стрелковой роты. Приняв командование ротой на себя, красноармеец В. С. Путилин поднял бойцов в атаку и выбил немецкий гарнизон из села. Грамотно организовав оборону, он отразил контратаку противника, пытавшегося вернуть утраченные позиции.
19 сентября 1943 года войска 13-й армии форсировали Десну и 21 сентября первыми из частей Красной Армии вышли к реке Днепр. В ночь на 22 сентября в составе первого штурмового отряда красноармеец В. С. Путилин на подручных средствах форсировал водную преграду и участвовал в захвате плацдарма у села Нижние Жары Брагинского района Полесской области Белорусской ССР. Заняв прибрежные немецкие траншеи, десантники обеспечили переправу основных сил полка. Василий Сергеевич быстро установил связь с командным пунктом полка, а затем в составе группы бойцов произвёл разведку немецкой обороны. По обнаруженным разведчиками целям нанесла сокрушительный удар полковая артиллерия, что в значительной степени способствовало успешному расширению плацдарма. В течение 22 и 23 сентября 1943 года части 322-й стрелковой дивизии разгромили группировку противника в междуречье Днепра и Припяти и продвинулись вперёд более чем на 30 километров. 23 сентября 1943 года они форсировали реки Припять и Уж и мощным ударом с юга овладели опорным пунктом немецкой обороны селом Чернобыль. В дальнейшем красноармеец В. С. Путилин обеспечивал бесперебойную связь своего батальона со штабом полка, способствуя успеху батальона в боях на плацдарме. За успешное форсирование реки Днепр севернее Киева, прочное закрепление плацдарма на правом берегу реки Днепр и проявленные при этом отвагу и геройство указом Президиума Верховного Совета СССР от 16 октября 1943 года красноармейцу Путилину Василию Сергеевичу было присвоено звание Героя Советского Союза. За особые заслуги Василий Сергеевич был также произведён в сержанты.
В ноябре — декабре 1943 года в составе и 13-й и 60-й армий 1-го Украинского фронта 322-я стрелковая дивизия вел бои в Правобережной Украине, приняв участие в Киевской наступательной и Киевской оборонительной операциях. Отразив немецкий контрудар на киевском направлении, 24 декабря 1943 года части 60-й армии перешли в наступление в рамках Житомирско-Бердичевской операции. В. С. Путилин, ставший к этому времени уже старшим сержантом, в составе своего подразделения участвовал в освобождении города Житомира. 1 января 1944 года у села Червоные Хатки Дзержинского района Василий Сергеевич был тяжело ранен разрывной пулей в живот. Поздним вечером следующего дня Путилина доставили в 408-й медикосанитарный батальон 322-й стрелковой дивизии, но спасти его врачам не удалось. В три часа ночи 4 января 1944 года старший сержант В. С. Путилин скончался от массивной кровопотери и начавшегося перитонита. Похоронен В. С. Путилин в братской могиле советских воинов в селе Соболевка Житомирского района Житомирской области Украины.

## Награды
- Медаль «Золотая Звезда» (16.10.1943);
- орден Ленина (16.10.1943).

## Память
- Бюст Героя Советского Союза В. С. Путилина установлен в селе Соболевка Романовского района Житомирской области на месте захоронения.
- Именем Героя Советского Союза В. С. Путилина названа улица в Воронеже, на одном из домов установлена мемориальная доска.

## Документы
- Общедоступный электронный банк документов «Подвиг Народа в Великой Отечественной войне 1941—1945 гг.» Дата обращения: 17 июля 2013. Архивировано из оригинала 13 марта 2012 года.

Представление к званию Героя Советского Союза. Дата обращения: 17 июля 2013. Архивировано 4 сентября 2013 года.
Указ Президиума Верховного Совета СССР о присвоении звания Героя Советского Союза. Дата обращения: 17 июля 2013. Архивировано 4 сентября 2013 года.
- Обобщённый банк данных «Мемориал». Дата обращения: 17 июля 2013. Архивировано из оригинала 10 мая 2012 года.

ЦАМО, ф. 58, оп. 18002, д. 881, л. 1.
ЦАМО, ф. 58, оп. 18002, д. 881, л. 2.
ЦАМО, ф. 58, оп. А-71693, д. 1862.
ЦАМО, ф. 58, оп. А-71693, д. 1867.
Информация из списка захоронения ЗУ380-06-922.
Учётная карточка захоронения ЗУ380-06-922.
Схема захоронения ЗУ380-06-922.